# Amphigonalia notaticeps
Amphigonalia notaticeps är en insektsart som först beskrevs av Fowler 1900.  Amphigonalia notaticeps ingår i släktet Amphigonalia och familjen dvärgstritar. Inga underarter finns listade i Catalogue of Life.